# 喀里索索 (新墨西哥州)
喀里索索（英語：Carrizozo）是一個位於美國新墨西哥州林肯縣的市鎮。同時該地也是林肯縣的縣治。

## 地方資料
喀里索索的座標為33°38′38″N 105°52′37″W / 33.64389°N 105.87694°W，而該地的海拔高度為1657米（即5429英尺）。根據2020年美國人口普查，該地共人口972人，而該地的面積約為21.66平方千米。